# Paul Klatt

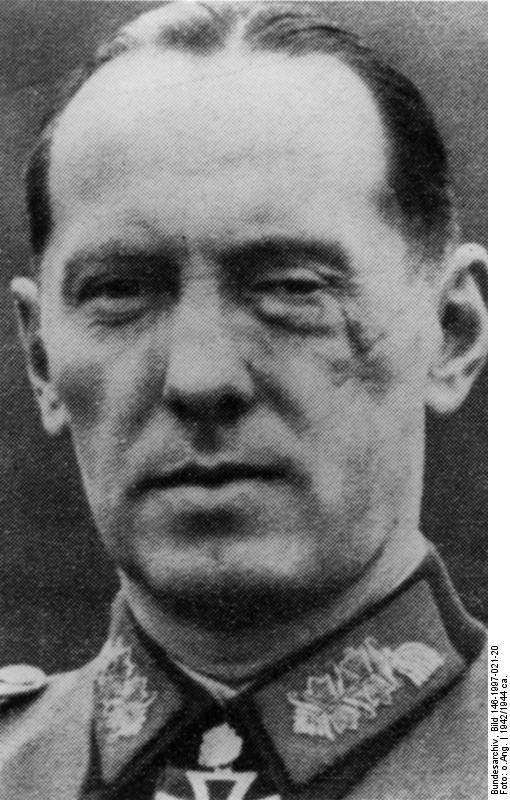
Paul Klatt (Ende 1944)

Paul Klatt (* 6. Dezember 1896 in Kroppen; † 6. Juni 1973 in Olching) war ein deutscher Generalleutnant im Zweiten Weltkrieg und Kommandeur der 3. Gebirgs-Division.

## Leben
Klatt trat mit Ausbruch des Ersten Weltkriegs als Offiziersanwärter in das 2. Oberschlesische Feldartillerie-Regiment Nr. 57 ein. Nachdem er seinen Offizierslehrgang an der Kriegsschule Döberitz erfolgreich absolviert hatte, wurde Klatt im Februar 1915 dem 4. Niederschlesischen Infanterie-Regiment Nr. 51 zugeteilt und kam mit diesem Mitte März an die Westfront. Dort wurde er am 18. April zum Fähnrich ernannt und am 18. Mai schwer verwundet. Während seines Lazarettaufenthaltes erhielt er am 1. September 1915 die Beförderung zum Leutnant und kam nach seiner Genesung am 5. Oktober zunächst zum I. Ersatz-Bataillon seines Regiments. Ab Dezember war er wieder an der Front im Einsatz und absolvierte zeitgleich von Ende Dezember 1915 bis Mitte Januar 1916 einen Kompanieführerlehrgang. Am 10. August 1916 ernannte man ihn zum Bataillonsadjutanten und in dieser Stellung geriet er am 9. April 1917 in britische Kriegsgefangenschaft, aus der er am 26. Oktober 1919 entlassen wurde. Während des Krieges war Klatt mit beiden Klassen des Eisernen Kreuzes sowie dem Verwundetenabzeichen in Schwarz ausgezeichnet worden.
Nach seiner Rückkehr nach Deutschland wurde Klatt in die Reichswehr übernommen und bis Oktober 1921 u. a. im 3. (Preußisches) Infanterie-Regiment in Marienwerder verwendet. Am 1. Oktober 1921 wurde er zum 2. (Preußisches) Infanterie-Regiment nach Rastenburg versetzt. Von Januar 1922 bis Ende September 1924 fungierte er dort als Sportausbildungsoffizier und wurde anschließend bis 31. März 1926 zum Wehrkreiskommando I nach Königsberg kommandiert. Am 1. April 1925 hatte man ihn zum Oberleutnant befördert.
Vom 1. April 1926 bis Ende September 1927 war er beim 1. (Preußischen) Pionier-Bataillon und anschließend bei der Standortkommandantur Insterburg. Von dort aus wurde Klatt im März 1929 zurückversetzt und am 1. Oktober 1930 zum Chef der 2. Kompanie ernannt. Als Hauptmann (seit 1. Februar 1931) wechselte er im März 1933 kurzzeitig zur Standortkommandantur Oppeln und war dort als Pionierführer eingesetzt. Von April 1933 bis Ende September 1934 gehörte er dem 13. (Preußisches) Reiter-Regiment in Hannover an. Anschließend erfolgte seine Versetzung in das Reichswehrministerium zum Inspekteur der Pioniere und Festungen (In 5) sowie nach der Umbenennung der Behörde in Reichskriegsministerium seine Beförderung zum Major am 1. Januar 1936. Am 10. November 1938 ernannte man Klatt zum Kommandeur des in Graz stationierten Gebirgspionier-Bataillons 83 der 3. Gebirgs-Division und beförderte ihn am 1. Februar 1939 zum Oberstleutnant.
Mit seinem Bataillon nahm er zu Beginn des Zweiten Weltkriegs 1939 am Überfall auf Polen teil und 1940 am Unternehmen Weserübung, der Besetzung Norwegens. Nach dem Überfall auf die Sowjetunion im Juni 1941 kam das Bataillon an der Ostfront zum Einsatz. Klatt wurde im August mit der Führung des Gebirgsjäger-Regiments 138 beauftragt und am 1. Oktober unter gleichzeitiger Beförderung zum Oberst zu dessen Kommandeur ernannt. Mitte Dezember wurde Klatt durch eine Landmine schwer verwundet und nach seiner Genesung in die Führerreserve versetzt. Er erhielt am 14. April 1942 das Deutsche Kreuz in Gold sowie am 4. Januar 1943 das Ritterkreuz des Eisernen Kreuzes. Am 20. Februar 1944 wurde er zum Generalmajor befördert und als solcher wurde er am 3. Juli 1944 Kommandeur der 3. Gebirgs-Division, die an der Ostfront kämpfte. Für seine Führungsleistung wurde er am 26. Dezember 1944 mit dem Eichenlaub zum Ritterkreuz des Eisernen Kreuzes (686. Verleihung) ausgezeichnet. Am 15. Januar 1945 wurde er zum Generalleutnant befördert.
Mit der deutschen Gesamtkapitulation am 8. Mai 1945 gerieten Klatt und Reste seiner Division in sowjetische Kriegsgefangenschaft, aus der er erst im Oktober 1955 entlassen wurde.

## Schriften
- Die 3. Gebirgs-Division 1939–1945. Podzun Verlag, Bad Nauheim 1958.